# Neffos C9A
Neffos C9A — смартфон компанії TP-Link, який було анонсовано у серпні 2018 року на виставці IFA 2018 в Берліні.
Завдяки FullView IPS екрану зі співвідношенням сторін 18:9, можливості розблокування за обличчям та вбудованому датчику відбитків пальців бюджетний Neffos C9A займає не останню сходинку у рейтингу кращих смартфонів до 4000 грн.

## Зовнішній вигляд
Смартфон представлений на ринку у 2 кольорах: сріблясто-місячний (Moonlight Silver) та темно-сірий (Cloudy Grey). Корпус апарату виготовлений з пластику. Має поверхню, що імітує металеве покриття. Модель в темно сірому кольорі має чорну фронтальну панель, сріблясто-місячний апарат відрізняється білою передньою панеллю.
Neffos C9A отримав дисплей на IPS матриці з діагоналлю 5.45 дюйма та розділовою здатністю 1440 × 720 (HD+). Фронтальна частина покрита захисним склом 2.5D Gorilla Glass без олеофобного покриття.
Габарити: ширина 70.9 мм, висота 146.5 мм, товщина 8.3 мм, вага 145 грамів. Співвідношення сторін 18:9.

## Апаратне забезпечення
Смартфон побудовано на базі MediaTek MT6739WW. Процесор включає чотири ядра Cortex-A53 з частотою 1.5 ГГц. Графічне ядро — PowerVR Rogue GE8100.
Neffos C9A має внутрішню пам'ять 16 ГБ та оперативну пам'ять — 2 ГБ. Окремий слот для microSD картки дозволяє розширити пам'ять до 128 ГБ.
Акумулятор незнімний Li-Ion 3020 мА·год.
Основна камера одинарна 13 Мп з діафрагмою f/2.2 та автофокусом. Відео знімає в форматі HD+ (1440 × 720) зі стереозвуком.
Фронтальна камера 5 Мп з вбудованим спалахом.

## Програмне забезпечення
Neffos C9A працює на операційній системі Android 8.1 Oreo із фірмовою оболонкою NFUI 8.
Смартфон підтримує наступні стандарти зв'язку: 4G LTE; 3G UMTS, WCDMA; 2G EDGE та бездротові інтерфейси: Wi-Fi 802.11 a/b/g/n, Bluetooth 4.1.
Телефон підтримує GPS, ГЛОНАСС.
Апарат підтримує формати аудіо: MP3, AAC, WAV, M4A, OGG, OGA, AMR, AWB, FLAC, MID, MIDI, XMF, IMY, RTTTL, RTX, OTA, MP4, 3GP. Має подвійний мікрофон і вихід для навушників.
Телефон підтримує відеоформати: M4V, MP4, MOV, AVI, 3GP, 3G2, FLV, MKV, WEBM.

## Комплектація та додаткові функції
Комплектація: документація, прозорий захисний бампер, MicroUSB кабель, ключ для слота SIM-карт.
Додатково: датчики відбитків пальців, датчики освітлення та наближення, компас, акселерометр, сканер обличчя, ФМ-радіо.